# Indira Vizcaíno Silva
Indira Vizcaíno Silva (Tijuana, Baja California; 14 de enero de 1987) es una política mexicana, miembro del partido Morena. Desde el 1 de noviembre de 2021 se desempeña como gobernadora de Colima.
Anteriormente, fue diputada federal en la LXI Legislatura de 2009 a 2012, presidenta municipal de Cuauhtémoc de 2012 al 2015, diputada federal al Congreso de la Unión por el Distrito 2 de Colima y se desempeñó como Coordinadora Estatal de los Programas de Desarrollo del Estado de Colima del 19 de diciembre de 2018 al 31 de octubre de 2020.

## Trayectoria educativa

### Educación
Del 2005 al 2010, Vizcaíno Silva estudió la licenciatura en Derecho en la Universidad de Colima y del 2015 al 2017, realizó la maestría en Derecho.

## Trayectoria política
A los 15 años participó como consejera municipal en Cuauhtémoc. Fue diputada federal en la LXI Legislatura (2009-2012) y más tarde fue elegida presidente municipal del municipio de Cuauhtémoc en el periodo 2012-2015. En el 2016 fue Secretaria de Desarrollo Social del Gobierno del Estado de Colima. 
En tan solo un año, logró que disminuyeran los índices de pobreza en el estado de Colima de acuerdo a la evaluación del CONEVAL tras estar al frente de la Cruzada Nacional contra el Hambre. En 2018 se convirtió en diputada federal de la LXIV Legislatura y ese mismo año se desenvolvió como delegada de los Programas de Desarrollo en Colima. 

### Diputaciones (2009-2012) (2018)

#### LXI Legislatura
Artículo principal: LXI Legislatura del Congreso de la Unión de México
Fue electa como diputada federal para el periodo 2009-2012 en las elecciones de 2009. Así tomando protesta el 1 de septiembre de 2009.
| Comisiones y comités a los que perteneció   |            |                                                 |
| Comisión o Comité                           | Puesto     | Periodo                                         |
| Economía                                    | Secretaria | 1 de septiembre de 2009 - 31 de agosto de 2012  |
| Especial de Acceso Digital                  | Integrante | 10 de diciembre de 2009 - 31 de agosto de 2012  |
| Especial del Impulso a la Calidad Educativa | Integrante | 10 de diciembre de 2009 - 31 de agosto de 2012  |
| Juventud y Deporte                          | Integrante | 31 de agosto de 2009 - 31 de agosto de 2012     |
| Puntos Constitucionales                     | Integrante | 11 de octubre de 2011 - 17 de noviembre de 2011 |
| Reforma Agraria                             | Integrante | 1 de septiembre de 2009 - 11 de agosto de 2011  |

#### LXIV Legislatura
Artículo principal: LXIV Legislatura del Congreso de la Unión de México.
Fue electa como diputada federal para el periodo 2018-2021 por el segundo distrito electoral federal de Colima representando al Movimiento Regeneración Nacional en las elecciones de 2018. Así tomando protesta el 1 de septiembre de 2018.
| Comisiones y comités a los que perteneció                              |            |                                                   |
| Comisión o Comité                                                      | Puesto     | Periodo                                           |
| Comunicaciones y Transportes                                           | Secretaria | 1 de septiembre de 2018 - 4 de diciembre de 2018  |
| Medio Ambiente, Sustentabilidad, Cambio Climático y Recursos Naturales | Integrante | 10 de diciembre de 2018 - 4 de diciembre de 2018  |
| Turismo                                                                | Integrante | 10 de septiembre de 2018 - 4 de diciembre de 2018 |

### Alcaldesa de Cuauhtémoc (2012-2015)
Con 28 años, fue Presidente Municipal electa y, entre sus principales logros en el cargo, destaca el haber reducido al 50% su sueldo, el de los regidores, miembros del cabildo y los funcionarios de primer nivel en el municipio. Además, logró entregar equipo de cómputo gratuito a todos los estudiantes de nivel superior del municipio y apoyar con uniformes escolares a todos las niñas y niños y jóvenes desde preescolar hasta la secundaria en sus 3 años como alcaldesa; es decir, en los 3 ciclos escolares. Gestionó programas de incentivos fiscales y aplicación de proyectos productivos. Generando una inversión de 74 millones de pesos, en todo el Municipio, con la creación de empresas y empleos directos, beneficiando principalmente a jóvenes, familias campesinas y mujeres jefas de familia. 
En Infraestructura Vial, se construyó más de 36 mil metros cuadrados de concreto hidráulico y más de 10 mil metros cuadrados de carpeta asfáltica. Con una inversión de 46 millones de pesos, gracias a la gestión ante instancias federales, fue posible construir los bulevares de Quesería y El Trapiche.

### Gobernadora de Colima (2021-Actualidad)
En 2021 contendió a la gubernatura de Colima por la alianza de los partidos Movimiento Regeneración Nacional y Nueva Alianza, logrando ser electa como la segunda gobernadora de Colima. Esta victoria significó que por primera vez llegara la alternancia para Colima después de 92 años de gobiernos priístas.

## Controversias

### Caso Altozano (2013-2021)
A propuesta de Indira Vizcaíno, el 8 de marzo de 2013 el cabildo aprueba la sustitución de un área de más de 7 hectáreas en el fraccionamiento Altozano por terrenos en la cabecera municipal de Cuauhtémoc.
En junio de 2015  al menos 100 habitantes de diferentes comunidades de Cuauhtémoc, denunciaron que la entonces presidenta Indira Vizcaíno Silva permutó un área verde de al menos 8 hectáreas de terreno municipal; valuadas en más de 200 millones de pesos mexicanos, con un fraccionador a cambio de un terreno de un valor menor a 15 millones de pesos mexicanos, donde se construyó el Recinto Ferial.
Los daños causados al municipio de Cuauhtémoc gracias a este permuta equivaldrían a más de lo que el presupuesto anual del municipio ha logrado manejar.
La Diputada federal por el primer distrito de Colima, Claudia Valeria Yáñez Centeno y Cabrera acusó en el 2019 a nivel federal a diferentes Secretarías federales, a las Fiscalías federal y estatal para que se investigara el caso.
En agosto de 2020, Francisco Álvarez de la Paz informó que se mantendría abierta la carpeta de investigación por la permuta de terrenos. A partir de esta declaración no se volvió a saber el asunto de manera pública.
Después de asumir su cargo como Gobernadora del estado de Colima, en diciembre de 2021 es exonerada por la Fiscalía Anticorrupción, cerrándose la carpeta de investigación.

### Aumento de sueldos (julio de 2022)
En julio de 2022 se dio a conocer que la gobernadora Indira Vizcaíno y 24 funcionarios públicos de primer nivel se incrementaron el salario desde 25% hasta el 60%. La gobernadora tuvo un aumento salarial del 36.5%. Días después tras el descontento ciudadano, la gobernadora presentó una declaración donde se retractaba de la decisión, aceptando haberse equivocado.

### Coli-Becas Computadoras (septiembre de 2022)
Durante el periodo de septiembre del 2022 se anunció la adquisición de 32 mil 500 laptops para alumnos de secundarias públicas, siendo esta acción fuertemente criticada debido a una deficiente elaboración de política pública que justifique el gasto de 250 millones de pesos, además de que se señalaron una serie de irregularidades en la compra y distribución del equipo.
La compra de las laptops se dio a un costo unitario de 6 mil 550 pesos más IVA, precio por encima de los mil 500 pesos en los que se encuentran en el mercado de ese entonces. Marcando una diferencia de 87 millones con 500 en el presupuesto que se manejo para este programa.

### Casas millonarias y enriquecimiento ilícito (2022-2024)
Durante las fechas de agosto y septiembre de 2022, a menos de un año de asumir el cargo como gobernadora, cuatro funcionarios públicos de primer nivel de la administración estatal, incluyendo a la gobernadora Indira Vizcaíno, adquirieron propiedades en una de los fraccionamientos de mayor plusvalía de la ciudad. 
Se reveló que el coordinador de la Oficina de la Gubernatura, Eduardo Jurado Escamilla, compró una residencia con valor de 3 millones 451 mil pesos en el fraccionamiento Real Hacienda, sección Bosque real.
Asimismo se reveló que el hermano de la gobernadora, Arnoldo Vizcaíno Silva presidente del DIF Estatal que sostiene cargo honorario sin retribución de sueldo. Compró un inmueble dentro del mismo complejo residencial a 3 millones 268 mil pesos. 
Durante estas mismas fechas, la gobernadora Indira Vizcaíno adquirió su residencia de 6 millones 653 mil pesos, al igual que la secretaria General de Gobierno, Guadalupe Solís Ramírez con un inmueble de 3 millones 846 mil pesos. Todos comprados en la misma zona residencial y a la misma empresa llamada Desarrollos de Colima.
El diputado local, Jesús Dueñas Llerenas mencionó que el Congreso del Estado presentó un punto de acuerdo para exhortar a los funcionarios a comparecer ante la Legislatura para aclarar las circunstancias en las que los funcionarios están envueltos.
En octubre de 2023 los diputados del PRI en el Congreso del Estado denunciaron penalmente a la gobernadora, Indira Vizcaíno Silva y a tres de sus funcionarios de primer nivel de enriquecimiento ilícito.
En enero de 2024 Héctor Magaña Lara, coordinador de los diputados del PRI en el Congreso confirmó que la Fiscalía Anticorrupción no ha notificado de ningún avance de la denuncia que se presentó por parte de los diputados del PRI contra los funcionarios por el posible enriquecimiento ilícito.

### Proselitismo a favor de Claudia Sheinbaum con recurso público (2023-2024)
En agosto y septiembre de 2023 se hicieron diversas denuncias que indicaban el uso de recursos públicos a favor de la precandidata Claudia Sheinbaum.
El agosto de 2023 el gobierno del estado, encabezado por Indira Vizcaíno fue indicado de exigir a empleados de su administración el 5% de su sueldo, para la campaña de la encuesta interna de Morena que buscaba seleccionar al candidato presidencial de Morena para las elecciones de 2024. Al menos seis dependencias acusan que desde noviembre de 2021 son obligados a participar en mítines y repartir propagando a favor de Claudia. Se reportó dentro de la subsecretaría de Cultura del Gobierno del Estado de Colima, haber tenido que dar efectivo a funcionarios titulares de la dependencia, así como a la directora de Artes y Humanidades y al coordinador de Museos y Bibliotecas.
En septiembre de 2023 el presidente de la Confederación Patronal (Coparmex) en Colima, Eduardo Sánchez García exigió a las autoridades a investigar sobre el caso ante las evidencias del desvío de recursos públicos, después de que se evidenciara que se envió a 15 funcionarios estatales de primer nivel a reclutar brigadistas en Jalisco para el apoyo de Sheinbaum. Días después el exdirector jurídico de la Comisión del Agua de Colima, Cesar Guerra declara haber sido enviado por la gobernadora a Jalisco para cooptar a ciudadanos de votar por Claudia Sheinbaum en las encuesta de elección de candidato presidencial de Morena. El 31 de Agosto César Guerra renuncia a su cargo y sale del Estado debido a diversas amenazas, el exfuncionario apunta que la cooptación de ciudadanos se dio bajo la orden directa de Indira Vizcaíno.
A las anteriores denuncias se sumaron los dirigentes del PRI (Arnoldo Ochoa), PAN (Julia Jiménez), y PRD (José Alberto Cisneros), presentando denuncias contra la gobernadora por haber desviado dinero, vehículos y recursos humanos a favor de Claudia Sheinbaum.
Para abril de 2024 la Comisión de Quejas y Denuncias del INE envió un recordatorio a la gobernadora Indira Vizcaíno, indicando apegarse a sus deberes constitucionales y a evitar ilícitos electorales. Debido a que el PAN denunció que la gobernadora hizo diversas publicaciones en redes sociales a favor de Claudia Sheinbaum.

### La Gobernadora con el mínimo de aprobación ciudadana y con la ciudad más violenta del mundo (2022-2024)
Durante el periodo de enero a octubre del año 2022 se registraron 743 homicidios dolosos, superando con un crecimiento del 66% el periodo del 2021. En el 2023, Colima volvió a ser catalogado como la ciudad más violenta del mundo, con una tasa de 140,32 homicidios por cada 100mil habitantes. Siendo su gobierno el más violento en la historia de Colima. Debido a los malos resultados que se han obtenido en materia de seguridad desde que ostento el cargo como gobernadora del Estado, Indira Vizcaíno se ha posicionado como una de los gobernadores con el mínimo de aprobación ciudadana según diferentes encuestas, como C&E Research y Mitofsky.

### Acusaciones de nexos con grupos delictivos (2023-2024)
En julio de 2023 el Cartel de Colima acusó por medio de las redes sociales a la gobernadora de proteger al Cartel de Jalisco Nueva Generación rivales del Cartel de Colima en la región.
En enero de 2024 la alcaldesa de Manzanillo, Griselda Martínez Martínez declaró públicamente haber documentado la vinculación de diversos actores vinculados al crimen organizado dentro de Morena en el gobierno de Colima, asegurando que Indira Vizcaíno tiene conexiones con el Cártel de Sinaloa y que esta actúa como puente de comunicación entre el Cártel de Sinaloa y la aspirante presidencial, Claudia Sheinbaum.

### Represión contra manifestantes el 8 de Marzo Día Internacional de la Mujer
Durante las manifestaciones del 8 de Marzo, Día Internacional de la Mujer se suscitaron hechos de represión en contra de mujeres y menores de edad, siendo rociados con gas pimienta mientras se manifestaban en las afueras de Palacio de Gobierno. 
Tras el reclamo social y constante presión de la población junto con el apoyo de La Comisión de Derechos Humanos del Estado de Colima, quienes condenaron los hechos ocurridos exigiendo la destitución de quien haya dado la orden de lanzar gas lacrimógeno contra los manifestantes, un día después la gobernadora Indira Vizcaíno declaró la destitución del subsecretario operativo de la Secretaría de Seguridad Pública, haciéndolo responsable de los hechos ocurridos y condenando los actos como injustificados.